# Emanuele Duni
Pour les articles homonymes, voir Duni.
Emanuele Duni, né le 24 mars 1714 à Matera, et mort le novembre 1781 à Naples, est un juriste et philosophe italien.

## Biographie
Frère du compositeur Egidio Duni et disciple de Giambattista Vico, il a enseigné pendant près de trente ans le droit canon et le droit civil à l'Université La Sapienza, à Rome.

## Œuvres
- De veteri ac novo iure codicillorum commentarius (1752)
- Saggio sulla giurisprudenza universale (1760)
- Origine e progressi del cittadino e del governo civile di Roma (1763)
- Scienza del costume o sia sistema del diritto universale (1775)